# Recommandation
 (mai 2024).
- Si vous ne connaissez pas le sujet, laissez ce bandeau (vous pouvez alors contacter les auteurs).
- Si vous supprimez le contenu mis en cause (vous pouvez préalablement contacter les auteurs),

argumentez précisément cette suppression dans la page de discussion
(un manque de référence n'est pas un argument ; une recherche réelle de référence doit avoir été effectuée, être formellement documentée).
 (septembre 2020).
Si vous disposez d'ouvrages ou d'articles de référence ou si vous connaissez des sites web de qualité traitant du thème abordé ici, merci de compléter l'article en donnant les références utiles à sa vérifiabilité et en les liant à la section « Notes et références ».
Pour les articles homonymes, voir Recommandation (homonymie).
Une recommandation est un énoncé émis par une organisation pour inciter, exhorter à adopter une certaine conduite, à se conformer à son énoncé, à son texte, a priori, sans caractère obligatoire ou contraignant. Lorsqu'elle a un caractère contraignant, elle s'apparente à une règle ou à un ensemble de règles.
Le terme recommandation est la dénomination d'un instrument de droit souple.
Les industries ne fonctionnant pas correctement sans normes garantissant l'interopérabilité, des organismes créés pour cela promulguent des recommandations , qui, si elles sont suivies, deviennent des normes ou des standards[réf. nécessaire]. Une recommandation n'est qu’informative et incitative. Aucun système de sanction n’est prévu en cas de non-respect, a priori, hormis, par exemple, la non-reconnaissance d’un système spécifique ou propriétaire le rend inutilisable, par manque d'interopérabilité[réf. souhaitée]
De même, selon Slate, des recommandations sont utilisées pour compléter des règles sur la Wikipedia anglophone.

## Histoire
Le terme recommandation est relativement ancien en langue française. Il s'utilise notamment de manière interpersonnelle.
Il se développe en droit international au tout au long du XXe siècle.
En 1919, apparait la Recommandation no 1 sur le chômage, une des premières Recommandations adoptées par la Conférence internationale du travail.
En 1925, les États-Unis, pour l'exploitation des mines, sont dotées de Recommanded standard practices préconisant un dosage de 100 livres par pied carré,.

## Droit international
Le terme de recommandation est utilisé en droit international. En principe, il ne porte pas d'obligation contraignante mais une signification. En pratique, sa portée réelle dépend des organismes qui l'émettent, et des personnes à qui elle s'adresse

### Parties prenantes
Trois quarts des recommandations de l'Organisation des Nations unies sont d'ordre intérieur.
Les recommandations entre organes d'une organisation internationale ne semblent pas aussi dramatiques que les recommandations entre États.
Les recommandations peuvent exister dans des liens de subordination mais aussi dans une logique d'indépendance. Ce type de différence influe sur la force de la recommandation.
Lorsque les relations existent dans des liens de subordination, les recommandations peuvent être émises soit par l'organe supérieur, soit par l'organe inférieur. Elles se rapprochent alors d'une instruction ou au contraire d'une proposition.
Les recommandations peuvent être émises entre États indépendants, par exemple au Conseil de l'Europe ou dans la Communauté Européenne du Charbon et de l'Acier. Il peut alors s'agir soit de décision conjointe ou de recommandation ordinaire. La recommandation participe à la décision conjointe lorsqu'une recommandation préalable est rendue nécessaire à la prise de décisions.
Le rôle des recommandations adressées aux États peut être constitutionnellement défini dans des traités. Le premier est, en 1919, celui de l'organisation internationale du travail ou OIT. Les traités de l'organisation de l'aviation civile internationale et d'une manière d'avantage supranationale la communauté européenne du charbon et de l'acier définissent aussi le rôle de leurs recommandations.

### Pouvoir
Les recommandations peuvent avoir un rôle conciliateur.
Les États indépendants sont soumis à d'autres considérations politiques comme les opinions et les obligations sociales qui les incitent à s’aligner sur la recommandation.
Le pouvoir d'une recommandation dépend du pouvoir de l'auteur sur le destinataire.
Une recommandation peut être accompagnée par un organe administratif pour contrôler l'application de la recommandation, comme lors de l'affaire de Suez — dite Crise du canal de Suez — ou l'affaire de Hongrie — dite Révolution hongroise de 1956 — où l'URSS n'a pas enlevé ses troupes de Hongrie.
Ainsi, les recommandations sont un outil de collaboration.
Elles se définissent par la qualité de leurs auteurs et par leurs contenus: il s'agit d'une invitation à observer un comportement.

### Exemples détaillés
Pour en savoir plus sur certaines recommandations spécifiques : 
La notion de recommandation existe au sein de l'Union européenne en tant que Recommandation de l'Union européenne.
Des organismes de terminologie peuvent émettre des recommandations de vocabulaire pour aider certaines institutions dans le choix des mots, notamment pour les activités de traduction.
Exemple de recommandations : 
- Recommandations adoptées par la Conférence internationale du travail
- Recommandations de la conférence générale de l'UNESCO en faveur de l'espéranto

## Domaines techniques
Dans les domaines techniques, les normes qui ne portent pas en elle-même de caractère réglementaire, sont des recommandations. D'aspect volontaires il est dans l'intérêt des producteurs et consommateurs de s'y conformer, mais ils peuvent en dévier. Certaines de ces recommandations peuvent être rendues obligatoires dans certains cas.
Les normes peuvent notamment être développées sous l'égide d’organisations internationales ou privées (consortium).
L'EIA (Electronic Industries Alliance) est un organisme américain de normalisation créé en 1924, qui officie dans le domaine de l’électronique. Cette association a produit par exemple le standard RS-232 et toute la famille RSxxx pour Recommended Standard.
L'UIT-T s'occupe de la normalisation des transmissions de données sur les lignes téléphoniques entre autres. Il est le concepteur des recommandations V.24, V.92, X.21 et X.25 dans les années 1990.
Le W3C est un consortium qui publie des recommandations dans les domaines du réseau Internet. « Les standards web du W3C sont appelés Recommandations du W3C. »

## En France
En France, des recommandations sont émises par les autorités administratives indépendantes depuis les années 1980 pour former une forme de droit souple. Ce droit souple est d'autant plus fort que les autorités administratives indépendantes disposent d'un droit de sanction,.